# Marcel Niedergang
Marcel Niedergang (* 14. September 1922 in Évian-les-Bains; † 28. Dezember 2001 in Neuilly-sur-Seine) war ein französischer Journalist und Sachbuchautor.

## Leben
Marcel Niedergang, selbst französischer Protestant, begann seine journalistische Karriere 1949 bei der größten protestantischen Wochenzeitschrift Frankreichs Réforme. 1952 trat er in den Auslandsdienst für die Tageszeitung Le Monde. Von 1956 bis 1964 schrieb er für France Soir. Für seine Reportage Sturm über dem Kongo (1960) über die Dekolonisation des Kongo erhielt er 1961 den Albert-Londres-Preis. Das Buch erschien 1961 auch in deutscher Übersetzung. Ab 1964 war er wieder für Le Monde tätig.
Niedergang wurde weltweit als Experte für Lateinamerika geschätzt. Sein Hauptwerk über zwanzig lateinamerikanische Staaten 20 mal Lateinamerika (1962) wurde allein in der deutschen Übersetzung fünfmal aufgelegt und erschien noch bis 1978 im Piper-Verlag. Zwischen 1975 und 1996 war er für Außenpolitik zuständig. Er starb 2001, mit 79 Jahren, an Krebs.

## Werke
- Tempête sur le Congo. Plon, Paris 1960.
  - Sturm über dem Kongo. Aus dem Französischen übertragen von Liselotte Ronte und Hans Roesch. Wunderlich, Tübingen 1961.
- Brésil. Rencontre, Lausanne 1962.
  - Brasilien. Deutsche Übersetzung von Arnold Burgauer. Rencontre, Lausanne 1963.
- Les vingt Amériques latines. Plon, Paris 1962.
  - 20 mal Lateinamerika. Von Mexiko bis Feuerland. Aus dem Französischen von Denise Noever und Carlos Widmann. Piper, München 1963. 2. Aufl. 1966. 3. Aufl. 1971. 4. Aufl. 1976. 5. Aufl. 1978.
- La Révolution de Saint-Domingue. Cercle du nouveau livre d’histoire, Paris 1966.